# Giovanni Moncada Alagona
Giovanni Moncada Alagona, conte di Adernò (1375 – 1452), è stato un nobile, politico e militare italiano del XV secolo.

## Biografia
Nacque nel 1375 da Guglielmo Raimondo, marchese di Malta e Gozo e da Beatrice Alagona Palizzi dei conti di Novara, di cui fu figlio secondogenito. Con la famiglia visse inizialmente in Aragona, dove si trasferì dopo il rapimento di Maria d'Aragona, duchessa di Atene, figlia del re Federico IV di Sicilia, che la affidò alla tutela di Artale Alagona, conte di Mistretta. Fece ritorno in Sicilia nel 1391, quando assieme al padre, partecipò al servizio di Martino I di Aragona nella spedizione per la riconquista dell'isola.
Da parte materna ereditò la Contea di Novara e le baronie di Tripi, di Saponara, di Manfrida, di Militello, di Sutera e di Misilmeri, ma tali possessi feudali gli furono sottratti dalla Gran Corte per la sentenza di fellonia che colpì il padre nel 1397. Riconciliatosi successivamente con la Corona d'Aragona per recuperare titoli e privilegi perduti, il re Martino I di Sicilia lo perdonò e lo ricompensò con l'investitura del titolo di barone della Ferla con privilegio del 20 giugno 1397.
Nel 1408 il Moncada fu in Sardegna al seguito del Sovrano aragonese, quando questi mirava alla devoluzione alla Corona d'Aragona del Giudicato d'Arborea, dove era scoppiata una sollevazione.  Partecipò alla vittoriosa battaglia di Sanluri del 30 giugno 1409 contro le truppe di Brancaleone Doria e Guglielmo di Narbona, nuovo signore del Giudicato. Anche dopo la morte del Re Martino, che, per ricompensarlo dei suoi servigi, gli aveva concesso 10.000 fiorini, sempre nell'isola combatté presso Oristano, dove, alla testa di 400 guerrieri e grazie al soccorso di altre compagnie di soldati, sconfisse l'esercito sardo che contava più di 12.000 armati.
Nel 1410, tornò in Sicilia per andare in soccorso della regina Bianca di Navarra, consorte del defunto Re Martino, assalita al Castello Maniace in Siracusa, dove risiedeva, da parte delle truppe guidate da Bernardo Cabrera, Gran giustiziere del Regno di Sicilia, di cui la Regina ne aveva limitato i poteri dopo l'approvazione delle decisioni adottate dal parlamento di Taormina. Il Moncada, a capo di un contingente di 300 cavalli e molti fanti, con l'aiuto della milizia catalana guidata da Sancio Ruiz de Lihori, difesa la Regina Bianca dall'attacco del Cabrera, la liberò, e la portò in salvo su una galea e la condusse a Palermo. Due anni più tardi, difese nuovamente la Regina dall'assalto del Conte di Modica, nel suo castello di Solanto.
Eletto dai baroni siciliani come loro ambasciatore presso il re Ferdinando I d'Aragona, questi nel 1414 gli concesse varie rendite in Aragona e in Sicilia. Nel 1416, ricevette investitura della Contea di Adernò e della signoria di Centuripe, da parte di Giovanni II d'Aragona, reggente del Regno di Sicilia, in osservanza delle disposizioni testamentarie rilasciate nel 1413 dallo zio paterno Antonio Moncada, conte di Adernò († 1415), il quale privo di eredi, lo designò suo successore.
Nuovamente in Sardegna nel 1420, al seguito del nuovo re Alfonso V d'Aragona nella guerra mossa contro i Genovesi, prese parte agli assedi di Sassari, e di Calvi, in Corsica. Nel 1421, il Re Alfonso diede al Moncada e a Bernardo Centelles, il comando di 12 galee e pochi galeotti per la guerra contro Luigi III d'Angiò, in aiuto alla regina Giovanna II di Napoli. Lo stesso sovrano, in ricompensa della perdita dei feudi confiscati anni addietro, gli diede concessione delle città di Sessa, Brindisi e Squillace nel Regno di Napoli, oltre alla concessione a lui e ai suoi discendenti di un grano sopra ogni salma di vettovaglie che transitavano nei porti del Regno e di 80 once all’anno sulle entrate di Caltagirone, per privilegio dato il 27 marzo 1421.  Nel corso della guerra tra Aragonesi e Angioini, il Moncada fu per due volte imprigionato: nel 1423, quando, dopo la battaglia di Porta Capuana, Muzio Attendolo Sforza catturò 26 nobili catalani e li rinchiuse in Castelnuovo, poi scambiato con altri cavalieri con Sergianni Caracciolo; nel 1424 fu catturato a Napoli, ma pagò un forte riscatto.
Nominato Gran siniscalco del Re nel 1441, nello stesso anno ottenne la terra col castello di Aci, antico possesso degli Alagona da cui discendeva per parte materna.  Fu successivamente nominato dal re Gran camerlengo, maggiordomo e Gran cameriere gran cancelliere e nel 1452 Gran giustiziere del Regno di Sicilia. 

### Matrimoni e discendenza
Giovanni Moncada Alagona, III conte di Adernò, sposò la nobildonna Andreana Esfonellar d'Aragona, figlia di Umberto barone di Avola, da cui ebbe cinque figli:
- Guglielmo Raimondo, IV conte d' Adernò († 1466), che sposò in prime nozze Diana Sanseverino Capece, figlia di Tommaso, conte di Marsico, da cui ebbe due figli, e in seconde nozze, Bartolomea Colonna Romano figlia di Giovanni barone di Montalbano, da cui non ottenne discendenza;
- Antonio Perio, barone della Ferla, che sposò Isabella Speciale, figlia di Pietro, barone di Alcamo e di Calatafimi, da cui ebbe un solo figlio Giovanni, e fiorì il ramo dei Baroni della Ferla, che si estinguerà nel XVIII secolo;
- Bianca;
- Costanza;
- Damiata, che fu moglie di Simone Moncada, fratellastro del Conte di Adernò.[5][2]